# A Salamon-szigetek zászlaja
A Salamon-szigetek zászlaja a Salamon-szigetek egyik nemzeti jelképe.
A zászlót 1977. november 18-án adoptálták.
A csillagok eredetileg az ország öt kerületét jelképezték, amikor azonban 1982-ben hét tartományra osztották, úgy döntöttek, hogy inkább az ország öt fő szigetcsoportját képviselik.
A sárga a napot, a kék a vizet (a tengert, a folyókat és az esőt), a zöld pedig a földet, a fákat és a terményeket jelképezi.
A civil zászlón vörös alapon a felsőszögben a nemzeti zászló található. A tengerészeti zászlón fehér alapon vörös Szent György kereszt, valamint a felsőszögben a nemzeti zászló látható.